# Benjamin Julian Kaston
Benjamin Julian Kaston (2 juillet 1906 – 24 août 1985), aussi connu sous le nom B. J. Kaston, est un archnologue américain.

## Biographie
Kaston naît à New York et est diplômé de l'Université de Caroline du Nord dans les années 1930. En 1934, il obtient un doctorat en zoologie à l'Université Yale, où il a commencé à étudier les araignées. Après avoir été diplômé de Yale, Kaston travaille pendant quatre ans au Connecticut Experiment Station à étudier les scolytes et la graphiose de l'orme. Durant son temps libre, il étudie les araignées et publie plusieurs articles sur le sujet. En 1938, il obtient un poste d'enseignant au Brenau College de Gainesville, Géorgie, un petit collège d'arts libéraux pour les femmes. En 1941, Kaston termine son premier livre, Spiders of Connecticut. Sa publication est cependant retardée de sept ans en raison de la Seconde Guerre mondiale.
Après avoir travaillé un été sur une bourse de recherche à l'Université de Harvard, Kaston rejoint le corps professoral du Département de Zoologie de l'Université de Syracuse en 1945. Il ne reste à Syracuse que pour un an, cependant, avant d'accepter un poste au Teachers College du Connecticut (aujourd'hui Central Connecticut State University). Alors qu'il travaille au Teachers College, il écrit et publie son deuxième livre, How to Know the Spiders (1953). Il prend sa retraite en juillet 1963. En plus de ses livres, Kaston a également publié 86 articles scientifiques, principalement sur les araignées. Kaston continue à écrire jusqu'à peu de temps avant sa mort, en 1985.

## Taxons nommés en son honneur
- Sergiolus kastoni Platnick & Shadab, 1981
- Hypochilus kastoni Platnick, 1987
- Pelegrina kastoni Maddison, 1996

## Quelques taxons décrits
- Latrodectus bishopi Kaston, 1938
- Megahexura Kaston, 1972